# Gouandé
Gouandé è un arrondissement del Benin situato nella città di Matéri (dipartimento di Atakora) con 15 096 abitanti (dato 2006).